# Rolando Meriño
Rolando Meriño (17 de fevereiro de 1971) é um jogador de beisebol cubano.

## Carreira
Rolando Meriño conquistou medalha de prata nos Jogos Olímpicos de 2000 e 2008.